# جواز سفر مغربي
جواز السفر المغربي هو وثيقة وطنية شخصية للسفر تُسلم بدون شرط تحديد السن لكل مواطن مغربي من أجل السماح له بمغادرة التراب الوطني أو العودة إليه، أو هما معًا، وتمتد صلاحيته لخمس سنوات غير قابلة للتمديد، أما بخصوص قاصر يقل عمره عن 3 سنوات فمدة صلاحية الجواز هي 3 سنوات فقط. يتكون جواز السفر البيومتري من دفتر يتضمن صفحة شخصية للمعلومات وصفحات مخصصة للتأشيرات والدمغات الأخرى وقالب إلكتروني غير ظاهر يحتوي على معلومات تخص صاحب الجواز (بما فيها بصمتين أصبعين مختلفين) والجواز نفسه والسلطة التي أصدرته.

## المحتوى
تحتوي الصفحة الشخصية للمعلومات على معطيات وبيانات مرئية بالعين بالإضافة إلى معلومات أخرى مكتوبة في منطقة قراءة بصرية مقروءة بواسطة آلات خاصة.

## مستجدات قانونية
- بموجب قانون المالية لسنة 2018، تم الرفع من واجب تمبر جواز السفر المغربي من 300 إلى 500 درهم، في المقابل جرى إلغاء واجبات «التمبر» عن عدد من الوثائق، من بينها تصاريح السفر لأداء مناسك الحج وحوادث السير (كوسطا) وشهادة التلقيح الطبي،[3]
- أعلن وزير الداخلية المغربية يوم الإثنين 25 دجنبر 2023 عن مشروع يهدف إلى تبسيط المسطرة القانونية المتعلقة بطلب الحصول على جواز السفر البيوميتري للمغاربة المقيمين داخل المغرب أو في الخارج، حيث سيصبح تقديم طلب الحصول على جواز السفر عن بعد، وذلك اعتمادا فقط على البطاقة الوطنية للتعريف الالكترونية أو جواز السفر البيومتري.[4]

## التأشيرات الحرة أو التأشيرات بعد الوصول.
البلدان التالية تمنح تأشيرة مجانية أو تأشيرة دخول بعد الوصول لحاملي جوازات السفر المغربية العادية :

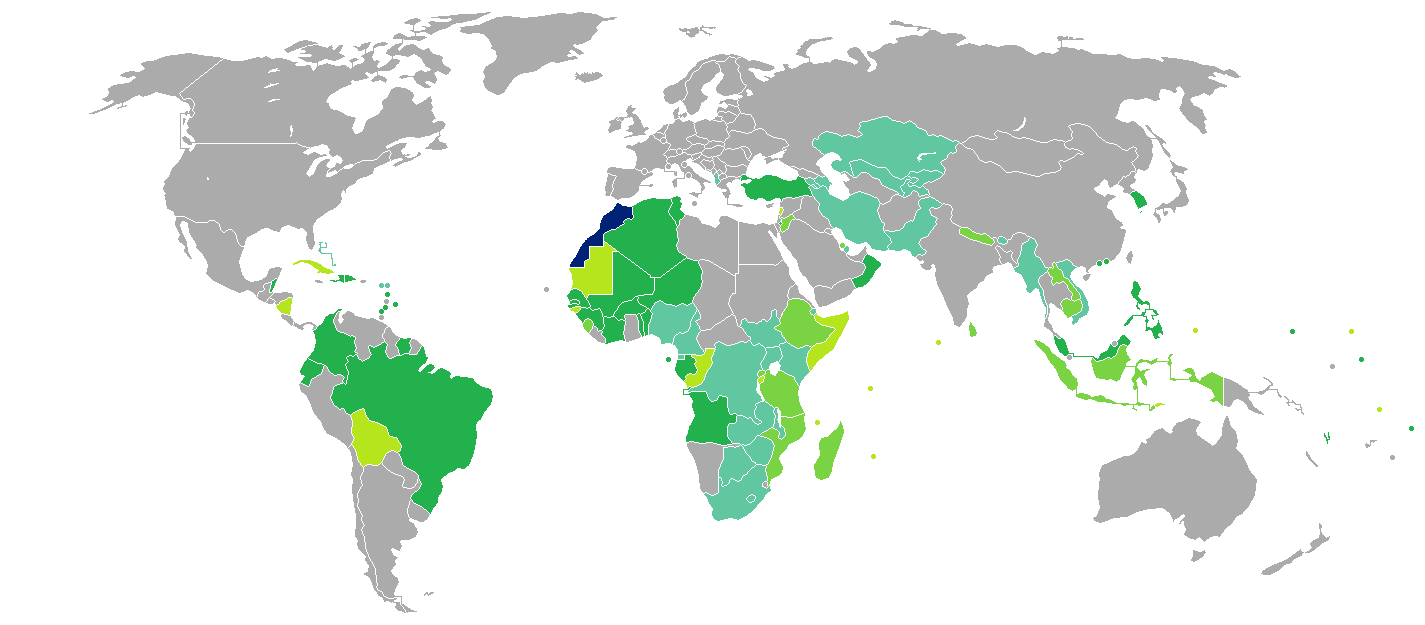

### أفريقيا
| دول وأقاليم  | ظروف الدخول ومدة الإقامة                                |
| ------------ | ------------------------------------------------------- |
| بوروندي      | الحصول على التأشيرة عند الدخول                          |
| الرأس الأخضر | الحصول على التأشيرة عند الدخول                          |
| جزر القمر    | الحصول على التأشيرة عند الدخول                          |
| ساحل العاج   | 3 أشهر نسخة محفوظة 10 يوليو 2021 على موقع واي باك مشين. |
| جيبوتي       | شهر واحد، الحصول على التأشيرة عند الدخول مقابل DJF5,000 |
| غينيا        | 3 أشهر                                                  |
| كينيا        | 3 أشهر، الحصول على التأشيرة عند الدخول مقابل US$ 50     |
| ليبيا        | 3 أشهر                                                  |
| مدغشقر       | 90-يوم، الحصول على التأشيرة عند الدخول مقابل MGA140,000 |
| مالي         | 3 أشهر                                                  |
| موزمبيق      | 30-يوم، الحصول على التأشيرة عند الدخول مقابل US$25      |
| النيجر       | 3 أشهر                                                  |
| السنغال      | 3 أشهر                                                  |
| سيشل         | 1 أشهر                                                  |
| توغو         | 7 لأيام، الحصول على التأشيرة عند الدخول مقابل XOF35,000 |
| تونس         | 3 أشهر                                                  |
| أوغندا       | 3 أشهر، الحصول على التأشيرة عند الدخول مقابل US$50      |
| زامبيا       | 3 أشهر، الحصول على التأشيرة عند الدخول مقابل US$50      |

### أمريكا الجنوبية وآسيا
| دول وأقاليم             | ظروف الدخول ومدة الإقامة                                       |
| ----------------------- | -------------------------------------------------------------- |
| البرازيل                | 90 يوما                                                        |
| دومينيكا                | 21 يوما                                                        |
| الإكوادور               | 90 يوما                                                        |
| هايتي                   | 3 أشهر                                                         |
| كولومبيا                | 90 يوما                                                        |
| مونتسرات                | 3 أشهر                                                         |
| سانت كيتس ونيفيس        | 14 يوما                                                        |
| سانت فينسنت والغرينادين | 1 شهر                                                          |
| جزر توركس وكايكوس       | 30 يوما                                                        |
| أرمينيا                 | 120 يوم                                                        |
| أذربيجان                | 30-يوما، الحصول على التأشيرة عند الدخول مقابل US$100           |
| بنغلاديش                | 90 يوما، الحصول على التأشيرة عند الدخول مقابل US$50            |
| كمبوديا                 | 30 يوما، الحصول على التأشيرة عند الدخول                        |
| جورجيا                  | 360 يوما، الحصول على التأشيرة عند الدخول مقابل 100 GEL         |
| قطر                     | تأشيرة مجانية لمدة 90 يومًا، لكن بشروط                          |
| إندونيسيا               | 30 يوما                                                        |
| هونغ كونغ               | 1 شهر                                                          |
| الأردن                  | 1 month visa issued on arrival free of charge                  |
| كازاخستان               | 15 يوم                                                         |
| قرغيزستان               | 30 يوم ، الحصول على التأشيرة عند الدخول مقابل US$30            |
| لاوس                    | 30-يوماUS$30                                                   |
| ماكاو                   | 30 يوما، الحصول على التأشيرة عند الدخول بالمجان                |
| ماليزيا                 | 3 أشهر                                                         |
| المالديف                | 30 يوما                                                        |
| نيبال                   | 15/30/90 يوما، الحصول على التأشيرة عند الدخول مقابل $25/50/100 |
| الفلبين                 | 21 يوما                                                        |
| كوريا الجنوبية          | 3 أشهر                                                         |
| سوريا                   | 3 أشهر                                                         |
| تيمور الشرقية           | 30 يوما، الحصول على التأشيرة عند الدخول مقابل US$30            |
| تركيا                   | 3 أشهر                                                         |
| تركمانستان              | 10 يوم                                                         |
| طاجيكستان               | 45 يوم                                                         |

### أوقيانوسيا
| دول وأقاليم | ظروف الدخول ومدة الإقامة |
| ----------- | ------------------------ |
| جزر كوك     | 31 يوما                  |
| ميكرونيسيا  | 30 يوما                  |
| نييوي       | 30 يوما                  |
| بالاو       | 30 يوما                  |
| ساموا       | 60 يوما                  |
| توفالو      | 1 شهر                    |
| فانواتو     | 30 يوما                  |

## رسالة جواز السفر
في الصفحة الاخيرة للجواز توجد توصيات هامة كالتالي:
- يبقى هذا الجواز ملكا للدولة ويسلم لصاحبه ليتسنى له السفر به إلى الخارج أو العودة إلى ارض الوطن
- إذا ضاع الجواز فعلى صاحبه ان يخبر في الحين المصلحة التي سلمته له، أو السلطة المختصة القريبة، سواء كانت إدارية أو قنصلية
- يجب على صاحب الجواز قبل ان يسافر إلى الخارج ان يتأكد من مدة صلاحية جوازه وتوفره على الشروط التي تمكنه من الدخول أو الإقامة في الأقطار التي يقصدها أو التي يمر بها
- كل بتر أو شطب أو إضافة أو تغيير للمعلومات أو لأوراق أو لمكونات هذا الجواز يعرض للمتابعات القضائية وفقا للقوانين الجاري بها العمل

## روابط خارجية
- الموقع الرسمي لجواز السفر المغربي

قالب:الوثائق الشخصية في المغرب